# Eishockey-Weltmeisterschaft der U20-Junioren 2014
Die 38. Eishockey-Weltmeisterschaften der U20-Junioren der Internationalen Eishockey-Föderation IIHF waren die Eishockey-Weltmeisterschaften des Jahres 2014 in der Altersklasse der Unter-Zwanzigjährigen (U20). Insgesamt nahmen zwischen dem 9. Dezember 2013 und 18. Januar 2014 wie im Vorjahr 40 Nationalmannschaften an den sechs Turnieren der Top-Division sowie der Divisionen I bis III teil. Dabei stellte Südafrika erstmals wieder eine Mannschaft, während die Vereinigten Arabischen Emirate, die 2013 in der Division III disqualifiziert worden waren, kein Team meldeten.
Der Weltmeister wurde zum dritten Mal die Mannschaft Finnlands, die im Finale den Nachbarn aus Schweden knapp mit 3:2 in der Verlängerung bezwingen konnte. Es war der erste Titel der Finnen seit 1998 in dieser Altersklasse. Der deutschen Mannschaft gelang durch zwei Siege in der Relegationsrunde und das Erreichen des neunten Platzes der Klassenerhalt in der Top-Division, die Schweiz belegte den siebten Platz in der Top-Division und bestätigte damit den sechsten Platz des Vorjahres nahezu. Österreich wurde Vierter in der Gruppe A der Division I.

## Teilnehmer, Austragungsorte und -zeiträume
- Top-Division: 26. Dezember 2013 bis 5. Januar 2014 in Malmö, Schweden
Teilnehmer:  Deutschland,  Finnland,  Kanada,  Norwegen (Aufsteiger),  Russland,  Schweden,  Schweiz,  Slowakei,  Tschechien,  USA (Titelverteidiger)

- Division I
  - Gruppe A: 15. bis 21. Dezember 2013 in Sanok, Polen
Teilnehmer:  Belarus,  Dänemark,  Lettland (Absteiger),  Österreich,  Polen (Aufsteiger),  Slowenien
  - Gruppe B: 9. bis 15. Dezember 2013 in Dumfries, Schottland, Großbritannien
Teilnehmer:  Frankreich (Absteiger),  Großbritannien,  Italien,  Japan (Aufsteiger),  Kasachstan,  Ukraine

- Division II
  - Gruppe A: 15. bis 21. Dezember 2013 in Miskolc, Ungarn
Teilnehmer:  Estland (Aufsteiger),  Kroatien (Absteiger),  Litauen,  Niederlande,  Rumänien,  Ungarn
  - Gruppe B: 11. bis 17. Januar 2014 in Jaca, Spanien
Teilnehmer:  Australien,  Volksrepublik China (Aufsteiger),  Island,  Serbien,  Spanien (Absteiger),  Südkorea

- Division III: 12. bis 18. Januar 2014 in Izmir, Türkei
Teilnehmer:  Belgien (Absteiger),  Bulgarien,  Mexiko,  Neuseeland,  Südafrika (erste Teilnahme seit 2008),  Türkei

## Modus
Die Eishockey-Weltmeisterschaft wird in insgesamt sechs Turnieren mit unterschiedlicher Teilnehmerstärke ausgespielt. Die Top-Division spielt mit zehn Mannschaften, die Divisionen I und II mit je zwölf und die Division III mit sechs Teilnehmern.
In den Divisionen I und II werden die jeweils zwölf Mannschaften in je zwei Gruppen zu sechs Teams aufgeteilt. Die Division III wird in einer Gruppe mit sechs Mannschaften ausgetragen, wobei je nach Anzahl der gemeldeten Teilnehmer eine optionale Qualifikation veranstaltet wird.
Aus der Top-Division steigt nur der Letztplatzierte der Relegationsrunde in die Division I A ab. Aus selbiger steigt nur der Erstplatzierte zum nächsten Jahr in die Top-Division auf, während der Sechstplatzierte in die Division I B absteigt. Im Gegenzug steigt der Gewinner der Division I B in die Division I A auf. Aus der Division I B steigt ebenfalls der Letzte in die Division II A ab. Die Aufstiegsregelung der Division I B mit einem Auf- und Absteiger gilt genauso für die Division II A und II B.  Einen direkten Absteiger aus der Division III gibt es in diesem Sinne nicht. In Abhängigkeit von einer möglichen Qualifikation zur Division III müssen die zwei letztplatzierten Teams der Division III des Vorjahres mit den neu gemeldeten Nationalmannschaften in der Qualifikation antreten, um die dann zwei freien Plätze auszuspielen.

## Top-Division
Die Top-Division der U20-Weltmeisterschaft wurde vom 26. Dezember 2013 bis zum 5. Januar 2014 in der schwedischen Stadt Malmö ausgetragen. Gespielt wurde in der Malmö Arena (13.000 Plätze) sowie im Malmö Isstadion mit 5.800 Plätzen. Insgesamt besuchten 143.564 Zuschauer die 31 Turnierspiele, was einem Schnitt von 4.631 pro Partie entspricht.
Am Turnier nahmen zehn Nationalmannschaften teil, die in zwei Gruppen zu je fünf Teams spielten. Dabei setzten sich die beiden Gruppen nach den Platzierungen der Nationalmannschaften bei der Weltmeisterschaft 2013 nach folgendem Schlüssel zusammen:
| Gruppe A (Isstadion) | Gruppe B (Arena) |
| -------------------- | ---------------- |
| USA (1)              | Schweden (2)     |
| Kanada (4)           | Russland (3)     |
| Tschechien (5)       | Schweiz (6)      |
| Slowakei (8)         | Finnland (7)     |
| Deutschland (9)      | Norwegen (11)    |

Die U20-Auswahl Finnlands besiegte Schweden mit 3:2 nach Verlängerung im Finale des Turniers und gewann damit ihren dritten U20-Weltmeistertitel, zuletzt waren die Finnen 1998 Weltmeister geworden. Für die Schweden blieb wie im Vorjahr lediglich der zweite Platz. Die russische Juniorennationalmannschaft gewann das Spiel um Platz 3 mit 2:1, so dass die kanadische Vertretung wie schon im Vorjahr ohne Medaille blieb. Norwegen stieg als Verlierer der Relegation gegen die deutsche Mannschaft in die Division IA ab, während Dänemark beim Turnier 2015 in der Top-Division spielen wird.

### Modus
Nach den Gruppenspielen – jede Mannschaft bestritt vier davon – der Vorrunde qualifizierten sich die vier Erstplatzierten jeder Gruppe für das Viertelfinale, das dann ebenso wie die weiteren Runden im K.-O.-System ausgetragen wurde. Die Fünften der Gruppenspiele bestritten eine Relegation nach dem Modus „Best-of-Three“ und ermittelten dabei den Absteiger in die Division IA.

### Austragungsorte
| \| Malmö \|                          |
| Austragungsort der Weltmeisterschaft |
| Malmö                                |

| Malmö |

### Vorrunde

#### Gruppe A
| 26. Dezember 2013 13:30 Uhr (Ortszeit) | Deutschland D. Saeftel (1:35) J. Möser (15:59) | 2:7 (2:4, 0:2, 0:1) Spielbericht | Kanada J. Anderson (6:21) A. Mantha (10:41) A. Mantha (17:36) B. Horvat (18:29) S. Reinhart (26:45) A. Mantha (31:28) N. Petan (50:13) | Malmö Isstadion, Malmö Zuschauer: 1.861 |

| 26. Dezember 2013 17:30 Uhr | Tschechien M. Plutnar (45:47) | 1:5 (0:2, 0:2, 1:1) Spielbericht | USA R. Barber (1:21) W. Butcher (2:02) H. Fasching (29:23) J. Slavin (37:03) V. Hinostroza (57:49) | Malmö Isstadion, Malmö Zuschauer: 1.321 |

| 27. Dezember 2013 15:00 Uhr | Slowakei M. Kolena (3:33) M. Daňo (12:38) D. Gríger (17:24) M. Daňo (21:57) M. Kolena (26:31) D. Gachulinec (30:38) M. Réway (47:44) M. Lunter (48:24) S. Horanský (57:30) | 9:2 (3:0, 3:1, 3:1) Spielbericht | Deutschland D. Kahun (22:38) D. Kahun (45:56) | Malmö Isstadion, Malmö Zuschauer: 533 |

| 28. Dezember 2013 13:30 Uhr | USA J. Eichel (16:53) D. O’Regan (19:59) R. Hartman (24:22) M. Grzelcyk (49:33) S. Matteau (54:15) R. Barber (56:34) | 6:3 (2:0, 1:2, 3:1) Spielbericht | Slowakei M. Kolena (31:04) M. Réway (32:57) M. Réway (57:52) | Malmö Isstadion, Malmö Zuschauer: 1.658 |

| 28. Dezember 2013 17:30 Uhr | Kanada S. Reinhart (15:50) J. Drouin (40:24) A. Eklad (51:09) C. Hudon (53:01) | 4:5 n. P. (1:1, 0:1, 3:2, 0:0, 0:1) Spielbericht | Tschechien D. Kämpf (7:10) M. Plutnar (37:16) V. Tomeček (44:07) J. Vrána (52:45) | Malmö Isstadion, Malmö Zuschauer: 3.011 |

| 29. Dezember 2013 15:00 Uhr | Deutschland | 0:8 (0:2, 0:4, 0:2) Spielbericht | USA H. Fasching (8:09) N. Kerdiles (11:56) W. Butcher (22:21) V. Hinostroza (23:27) R. Barber (31:46) M. Grzelcyk (33:57) S. Saniti (50:04) V. Hinostroza (53:46) | Malmö Isstadion, Malmö Zuschauer: 651 |

| 30. Dezember 2013 13:30 Uhr | Tschechien | 0:3 (0:1, 0:2, 0:0) Spielbericht | Deutschland F. Tiffels (14:25) D. Kahun (35:24) F. Tiffels (37:51) | Malmö Isstadion, Malmö Zuschauer: 1.062 |

| 30. Dezember 2013 17:30 Uhr | Kanada C. Lazar (18:12) A. Mantha (37:00) J. Drouin (54:02) N. Petan (57:14) N. Petan (58:40) | 5:3 (1:1, 1:2, 3:0) Spielbericht | Slowakei D. Gríger (1:40) M. Réway (27:07) D. Gríger (32:33) | Malmö Isstadion, Malmö Zuschauer: 2.558 |

| 31. Dezember 2013 13:30 Uhr | Slowakei M. Kolena (39:56) | 1:4 (0:2, 1:2, 0:0) Spielbericht | Tschechien D. Pastrňák (0:18) O. Kaše (3:54) M. Procházka (22:00) P. Šidlík (26:46) | Malmö Isstadion, Malmö Zuschauer: 1.259 |

| 31. Dezember 2013 17:30 Uhr | USA R. Barber (23:59) S. Matteau (57:15) | 2:3 (0:0, 1:1, 1:2) Spielbericht | Kanada N. Petan (32:19) C. McDavid (43:54) C. Lazar (46:13) | Malmö Isstadion, Malmö Zuschauer: 3.882 |

| Pl. |             | Sp | S | OTS | OTN | N | Tore  | Punkte |
| --- | ----------- | -- | - | --- | --- | - | ----- | ------ |
| 1.  | Kanada      | 4  | 3 | 0   | 1   | 0 | 19:12 | 10     |
| 2.  | USA         | 4  | 3 | 0   | 0   | 1 | 21:07 | 9      |
| 3.  | Tschechien  | 4  | 1 | 1   | 0   | 2 | 10:13 | 5      |
| 4.  | Slowakei    | 4  | 1 | 0   | 0   | 3 | 16:17 | 3      |
| 5.  | Deutschland | 4  | 1 | 0   | 0   | 3 | 07:24 | 3      |

Abkürzungen: Pl. = Platz, Sp = Spiele, S = Siege, OTS = Siege nach Verlängerung (Overtime) oder Penaltyschießen, OTN = Niederlagen nach Verlängerung oder Penaltyschießen, N = Niederlagen
Erläuterungen: Viertelfinalqualifikant, Abstiegsrundenqualifikant

#### Gruppe B
| 26. Dezember 2013 15:00 Uhr (Ortszeit) | Norwegen | 0:11 (0:5, 0:5, 0:1) Spielbericht | Russland W. Osnowin (5:04) N. Sadorow (6:26) D. Schafjarow (13:35) M. Grigorenko (15:03) W. Chlopotow (26:57) N. Trjamkin (29:20) A. Slepyschew (31:03) N. Sadorow (37:18) A. Barabanow (38:25) A. Slepyschew (48:02) | Malmö Arena, Malmö Zuschauer: 4.260 |

| 26. Dezember 2013 19:00 Uhr | Schweiz S. Zangger (5:43) K. Fiala (8:23) F. Herzog (41:01) | 3:5 (2:3, 0:0, 1:2) Spielbericht | Schweden F. Forsberg (6:54) L. Bengtsson (8:44) O. Sundqvist (17:19) C. Djoos (42:43) A. Johnsson (53:13) | Malmö Arena, Malmö Zuschauer: 11.109 |

| 27. Dezember 2013 17:30 Uhr | Finnland A. Lehkonen (19:13) S. Mäenalanen (22:57) S. Mäenalanen (34:19) J. Nikko (35:18) V. Leskinen (47:40) | 5:1 (1:0, 3:0, 1:1) Spielbericht | Norwegen T.-R. Johnsgård (56:52) | Malmö Arena, Malmö Zuschauer: 734 |

| 28. Dezember 2013 15:00 Uhr | Schweden A. Wennberg (4:15) A. Johnsson (34:04) J. de la Rose (36:19) A. Wennber (47:27) | 4:2 (1:1, 2:0, 1:1) Spielbericht | Finnland E. Lindell (0:41) R. Ristolainen (40:45) | Malmö Arena, Malmö Zuschauer: 11.604 |

| 28. Dezember 2013 19:00 Uhr | Russland I. Barbaschow (16:27) A. Mironow (17:31) B. Jakimow (26:23) A. Barabanow (31:27) D. Schafjarow (32:01) W. Osnowin (48:17) M. Grigorenko (49:52) | 7:1 (2:1, 3:0, 2:0) Spielbericht | Schweiz J. Fuchs (15:02) | Malmö Arena, Malmö Zuschauer: 7.543 |

| 29. Dezember 2013 17:30 Uhr | Norwegen | 0:10 (0:3, 0:3, 0:4) Spielbericht | Schweden G. Olofsson (3:26) A. Burakovsky (8:55) A. Burakovsky (15:42) R. Hägg (21:16) A. Burakovsky (25:01) S. Collberg (29:42) R. Norell (43:40) A. Wennberg (46:31) E. Lindholm (51:51) N. Sörensen (57:37) | Malmö Arena, Malmö Zuschauer: 11.296 |

| 30. Dezember 2013 15:00 Uhr | Russland W. Wassiljew (5:27) | 1:4 (1:0, 0:3, 0:1) Spielbericht | Finnland S. Mäenalanen (22:21) H. Haapala (30:20) R. Kulmala (35:07) J. Nikko (47:39) | Malmö Arena, Malmö Zuschauer: 945 |

| 30. Dezember 2013 19:00 Uhr | Schweiz F. Herzog (34:39) M. Müller (46:17) A. Rouiller (51:42) | 3:2 (0:1, 1:0, 2:1) Spielbericht | Norwegen E. Lesund (9:27) C. Rasch (49:00) | Malmö Arena, Malmö Zuschauer: 418 |

| 31. Dezember 2013 14:00 Uhr | Schweden A. Johnsson (3:29) N. Sörensen (17:01) J. de la Rose (57:38) | 3:2 (2:0, 0:1, 1:1) Spielbericht | Russland A. Barabanow (24:47) M. Grigorenko (51:52) | Malmö Arena, Malmö Zuschauer: 11.528 |

| 31. Dezember 2013 18:00 Uhr | Finnland V. Pokka (19:34) A. Mustonen (30:29) S. Möenalanen (40:35) | 3:4 n. P. (1:1, 1:2, 1:0, 0:0, 0:1) Spielbericht | Schweiz F. Schmutz (18:50) F. Herzog (26:56) N. Dünner (29:49) | Malmö Arena, Malmö Zuschauer: 718 |

| Pl. |          | Sp | S | OTS | OTN | N | Tore  | Punkte |
| --- | -------- | -- | - | --- | --- | - | ----- | ------ |
| 1.  | Schweden | 4  | 0 | 0   | 0   | 0 | 22:07 | 12     |
| 2.  | Finnland | 4  | 2 | 0   | 1   | 1 | 14:10 | 7      |
| 3.  | Russland | 4  | 2 | 0   | 0   | 2 | 21:08 | 6      |
| 4.  | Schweiz  | 4  | 1 | 1   | 0   | 2 | 11:17 | 5      |
| 5.  | Norwegen | 4  | 0 | 0   | 0   | 4 | 03:29 | 0      |

Abkürzungen: Pl. = Platz, Sp = Spiele, S = Siege, OTS = Siege nach Verlängerung (Overtime) oder Penaltyschießen, OTN = Niederlagen nach Verlängerung oder Penaltyschießen, N = Niederlagen

Erläuterungen: Viertelfinalqualifikant, Abstiegsrundenqualifikant

### Abstiegsrunde
Die Relegation zur Gruppe A der Division I wurde im Modus „Best-of-Three“ ausgetragen. Dabei setzte sich die deutsche U20-Auswahl mit zwei Siegen gegen die norwegische Vertretung durch und verblieb damit in der höchsten Spielklasse.
| 2. Januar 2014 11:00 Uhr (Ortszeit) | Deutschland | 0:3 (0:0, 0:3, 0:0) Spielbericht Stand: 0:1 | Norwegen M. Rønnild (25:06) D. Svendsen (26:19) A. Klavestad (33:42) | Malmö Arena, Malmö Zuschauer: 294 |

| 3. Januar 2014 16:00 Uhr | Norwegen J. Karterud (3:32) S. Nielsen (23:58) T.-R. Johnsgård (34:48) | 3:4 (1:2, 2:0, 0:2) Spielbericht Stand: 1:1 | Deutschland S. Ziegler (5:35) L. Draisaitl (7:50) M. Eisenschmid (46:25) L. Draisaitl (47:41) | Malmö Isstadion, Malmö Zuschauer: 463 |

| 5. Januar 2014 12:00 Uhr | Deutschland F. Tiffels (19:46) D. Kahun (39:20) P. Klöpper (43:43) | 3:1 (1:0, 1:0, 1:1) Spielbericht Stand: 2:1 | Norwegen M. Fischer (54:25) | Malmö Isstadion, Malmö Zuschauer: 157 |

### Finalrunde
|  | Viertelfinale | Viertelfinale | Viertelfinale |  |  | Halbfinale | Halbfinale | Halbfinale |  |  | Finale           | Finale           | Finale           |
|  |               |               |               |  |  |            |            |            |  |  |                  |                  |                  |
|  | B1            | Schweden      | 6             |  |  |            |            |            |  |  |                  |                  |                  |
|  | A4            | Slowakei      | 0             |  |  |            |            |            |  |  |                  |                  |                  |
|  |               |               |               |  |  | B1         | Schweden   | 2          |  |  |                  |                  |                  |
|  |               |               |               |  |  | B3         | Russland   | 1          |  |  |                  |                  |                  |
|  | A2            | USA           | 3             |  |  |            |            |            |  |  |                  |                  |                  |
|  | B3            | Russland      | 5             |  |  |            |            |            |  |  |                  |                  |                  |
|  |               |               |               |  |  |            |            |            |  |  | B1               | Schweden         | 2                |
|  |               |               |               |  |  |            |            |            |  |  | B2               | Finnland         | 3                |
|  | A1            | Kanada        | 4             |  |  |            |            |            |  |  |                  |                  |                  |
|  | B4            | Schweiz       | 1             |  |  |            |            |            |  |  |                  |                  |                  |
|  |               |               |               |  |  | A1         | Kanada     | 1          |  |  |                  |                  |                  |
|  |               |               |               |  |  | B2         | Finnland   | 5          |  |  | Spiel um Platz 3 | Spiel um Platz 3 | Spiel um Platz 3 |
|  | B2            | Finnland      | 5             |  |  |            |            |            |  |  | A1               | Kanada           | 1                |
|  | A3            | Tschechien    | 3             |  |  |            |            |            |  |  | B3               | Russland         | 2                |

#### Viertelfinale
| 2. Januar 2014 12:00 Uhr (Ortszeit) | USA S. Matteau (8:50) R. Hartman (11:23) N. Kerdiles (16:51) | 3:5 (3:2, 0:2, 0:1) Spielbericht | Russland M. Grigorenko (6:17) P. Butschnewitsch (9:11) N. Sadorow (33:15) N. Sadorow (34:16) P. Butschnewitsch (59:32) | Malmö Isstadion, Malmö Zuschauer: 1.876 |

| 2. Januar 2014 14:30 Uhr | Finnland S. Mäenalanen (2:54) J. Ikonen (38:05) H. Ikonen (45:56) S. Kinnunen (51:39) S. Mäenalanen (59:45) | 5:3 (1:1, 1:2, 3:0) Spielbericht | Tschechien D. Simon (3:39) M. Procházka (31:07) R. Faksa (34:23) | Malmö Arena, Malmö Zuschauer: 4.085 |

| 2. Januar 2014 17:00 Uhr | Kanada G. Reinhart (18:08) A. Mantha (29:04) C. Lazar (44:11) D. Pouliot (53:49) | 4:1 (1:0, 1:1, 2:0) Spielbericht | Schweiz N. Dünner (39:59) | Malmö Isstadion, Malmö Zuschauer: 1.876 |

| 2. Januar 2014 19:30 Uhr | Schweden L. Wallmark (11:58) E. Lindholm (18:39) F. Forsberg (21:10) L. Wallmark (33:21) F. Forsberg (53:58) J. de la Rose (55:19) | 6:0 (2:0, 2:0, 2:0) Spielbericht | Slowakei | Malmö Arena, Malmö Zuschauer: 10.857 |

#### Halbfinale
| 4. Januar 2014 15:00 Uhr | Schweden F. Forsberg (19:11) O. Sundqvist (44:55) | 2:1 (1:0, 0:0, 1:1) Spielbericht | Russland D. Schafjarow (46:37) | Malmö Arena, Malmö Zuschauer: 11.725 |

| 4. Januar 2014 19:00 Uhr | Kanada J. Drouin (31:24) | 1:5 (0:1, 1:3, 0:2) Spielbericht | Finnland J. Nikko (24:19) A. Lehkonen (26:10) R. Ristolainen (35:36) T. Teräväinen (56:48) T. Teräväinen (59:11) | Malmö Arena, Malmö Zuschauer: 11.544 |

#### Spiel um Platz 3
| 5. Januar 2014 15:00 Uhr | Kanada J. Morrissey (47:10) | 1:2 (0:2, 0:0, 1:0) Spielbericht | Russland M. Grigorenko (3:35) E. Gimatow (14:38) | Malmö Arena, Malmö Zuschauer: 10.713 |

#### Finale
| 5. Januar 2014 19:00 Uhr | Schweden L. Wallmark (27:53) C. Djoos (50:53) | 2:3 n. V. (0:1, 1:1, 1:0, 0:1) Spielbericht | Finnland E. Lindell (0:28) S. Mäenalanen (28:38) R. Ristolainen (69:42) | Malmö Arena, Malmö Zuschauer: 12.023 |

### Statistik

#### Beste Scorer
Abkürzungen:  Sp = Spiele, T = Tore, V = Assists, Pkt = Punkte, +/− = Plus/Minus, SM = Strafminuten; Fett:  Turnierbestwert
| Spieler            | Team     | Sp | T | V  | Pkt | +/− | SM |
| ------------------ | -------- | -- | - | -- | --- | --- | -- |
| Teuvo Teräväinen   | Finnland | 7  | 2 | 13 | 15  | +11 | 2  |
| Filip Forsberg     | Schweden | 7  | 4 | 8  | 12  | +3  | 2  |
| Saku Mäenalanen    | Finnland | 7  | 7 | 4  | 11  | +9  | 0  |
| Anthony Mantha     | Kanada   | 7  | 5 | 6  | 11  | +6  | 0  |
| Martin Réway       | Slowakei | 5  | 4 | 6  | 10  | ±0  | 4  |
| Dávid Gríger       | Slowakei | 5  | 3 | 7  | 10  | +1  | 0  |
| Jonathan Drouin    | Kanada   | 7  | 3 | 6  | 9   | +5  | 24 |
| Elias Lindholm     | Schweden | 6  | 2 | 7  | 9   | −1  | 6  |
| Michail Grigorenko | Russland | 7  | 5 | 3  | 8   | +6  | 0  |
| Milan Kolena       | Slowakei | 5  | 4 | 4  | 8   | −1  | 6  |

#### Beste Torhüter
Abkürzungen: Sp = Spiele, Min = Eiszeit (in Minuten), SaT = Schüsse aufs Tor, GT = Gegentore, Sv% = gehaltene Schüsse (in %), GTS = Gegentorschnitt, SO = Shutouts; Fett: Turnierbestwert
| Spieler            | Team       | Sp | Min    | SaT | GT | Sv%   | GTS  | SO |
| ------------------ | ---------- | -- | ------ | --- | -- | ----- | ---- | -- |
| Juuse Saros        | Finnland   | 6  | 344:53 | 158 | 9  | 94,30 | 1,57 | 0  |
| Andrei Wassilewski | Russland   | 6  | 327:50 | 150 | 10 | 93,33 | 1,83 | 0  |
| Oscar Dansk        | Schweden   | 6  | 369:42 | 154 | 11 | 92,86 | 1,79 | 1  |
| Joachim Svendsen   | Norwegen   | 6  | 318:01 | 189 | 16 | 91,53 | 3,02 | 1  |
| Marek Langhamer    | Tschechien | 4  | 243:47 | 128 | 12 | 90,62 | 2,95 | 0  |

### Abschlussplatzierungen
| Pl. | Team        |
| --- | ----------- |
| 1   | Finnland    |
| 2   | Schweden    |
| 3   | Russland    |
| 4   | Kanada      |
| 5   | USA         |
| 6   | Tschechien  |
| 7   | Schweiz     |
| 8   | Slowakei    |
| 9   | Deutschland |
| 10  | Norwegen    |

### Titel, Auf- und Abstieg
| Weltmeister Finnland | Henrik Haapala, Julius Honka, Ville Husso, Henri Ikonen, Juusu Ikonen, Jann Juvonen, Saku Kinnonen, Rasmus Kulmala, Artturi Lehkonen, Mikko Lehtonen, Ville Leskinen, Esa Lindell, Saku Mäenalanen, Aleksi Mustonen, Topi Nättinen, Joni Nikko, Ville Pokka, Otto Rauhala, Rasmus Ristolainen, Juuse Saros, Teuvo Teräväinen, Juuso Vainio, Mikko Vainonen Trainerstab: Karri Kivi, Mikko Haapakoski |

| Silber Schweden | Linus Arnesson, Lukas Bengtsson, André Burakovsky, Sebastian Collberg, Oscar Dansk, Christian Djoos, Filip Forsberg, Robert Hägg, Marcus Högberg, Jonas Johansson, Andreas Johnsson, Anton Karlsson, Erik Karlsson, Elias Lindholm, Robin Norell, Gustav Olofsson, Jesper Pettersson, Jacob de la Rose, Filip Sandberg, Nick Sörensen, Oskar Sundqvist, Lucas Wallmark, Alexander Wennberg Trainerstab: Rikard Grönborg, Anders Johansson, Tomas Monten |

| Bronze Russland | Alexander Barabanow, Iwan Barbaschow, Alexei Bereglasow, Pawel Butschnewitsch, Georgi Bussarow, Wadim Chlopotow, Eduard Gimatow, Michail Grigorenko, Bogdan Jakimow, Ilja Ljubuschkin, Kirill Maslow, Andrei Mironow, Iwan Nalimow, Wjatscheslaw Osnowin, Nikita Sadorow, Damir Schafjarow, Walentin Sykow, Nikolai Skladnitschenko, Anton Slepyschew, Nikita Trjamkin, Igor Ustinski, Waleri Wassiljew, Andrei Wassilewski Trainerstab: Michail Warnakow, Jewgeni Koreschkow |

| Absteiger in die Division IA:   | Norwegen |
| Aufsteiger in die Top-Division: | Dänemark |

### Auszeichnungen
Spielertrophäen
| Auszeichnung         | Spieler            | Team     |
| -------------------- | ------------------ | -------- |
| Wertvollster Spieler | Filip Forsberg     | Schweden |
| Bester Torhüter      | Oscar Dansk        | Schweden |
| Bester Verteidiger   | Rasmus Ristolainen | Finnland |
| Bester Stürmer       | Filip Forsberg     | Schweden |

All-Star-Team
| Angriff:      | Filip Forsberg – Teuvo Teräväinen – Anthony Mantha |
| Verteidigung: | Nikita Sadorow – Rasmus Ristolainen                |
| Tor:          | Juuse Saros                                        |

## Division I

### Gruppe A in Sanok, Polen
Das Turnier der Gruppe A wurde vom 15. bis 21. Dezember 2013 im polnischen Sanok ausgetragen. Die Spiele fanden in der 3.100 Zuschauer fassenden Sanok Arena statt. Durch einen 4:1-Erfolg gegen Top-Division-Absteiger Lettland gelang der dänischen Auswahl der Aufstieg in die höchste Spielklasse. Gastgeber und Aufsteiger Polen konnte den Heimvorteil nicht für sich nutzen und musste nach einer 2:3-Niederlage nach Penalty-Schießen wieder in die B-Gruppe absteigen.
| 15. Dezember 2013 13:00 Uhr (Ortszeit) | Slowenien N. Pem (19:03) L. Petelin (35:43) M. Potočnik (55:21) | 3:7 (1:3, 1:1, 1:3) Spielbericht | Belarus J. Woranau (11:42) I. Warywontschyk (14:45) J. Woranau (19:14) D. Ambraschejtschyk (34:25) A. Kiretschka (42:25) A. Haurus (54:51) A. Haurus (55:43) | Sanok Arena, Sanok Zuschauer: 100 |

| 15. Dezember 2013 16:30 Uhr | Österreich M. Richter (41:18) | 1:3 (0:0, 0:2, 1:1) Spielbericht | Dänemark O. Bjorkstrand (22:26) M. Nielsen (25:55) M. Asperup (58:51) | Sanok Arena, Sanok Zuschauer: 300 |

| 15. Dezember 2013 20:00 Uhr | Polen | 0:5 (0:1, 0:1, 0:3) Spielbericht | Lettland R. Lipsbergs (12:37) R. Lipsbergs (29:27) R. Ābols (44:26) R. Maslovskis (59:04) R. Ābols (59:54) | Sanok Arena, Sanok Zuschauer: 1.200 |

| 16. Dezember 2013 13:00 Uhr | Belarus A. Karakulka (34:47) D. Ambraschejtschyk (49:33) I. Rybtschyk (55:27) J. Lissawez (57:54) | 4:1 (0:0, 1:1, 3:0) Spielbericht | Österreich A. Cijan (36:26) | Sanok Arena, Sanok Zuschauer: 200 |

| 16. Dezember 2013 16:30 Uhr | Lettland H. Egle (10:42) E. Kulda (13:19) R. Rosinskis (17:05) Ņ. Jevpalovs (23:29) B. Birzītis (25:38) R. Lipsbergs (34:06) L. Mazurs-Mago (37:31) Ņ. Jevpalovs (41:01) R. Ābols (46:27) R. Maslovskis (48:05) | 10:0 (3:0, 4:0, 3:0) Spielbericht | Slowenien | Sanok Arena, Sanok Zuschauer: 150 |

| 16. Dezember 2013 20:00 Uhr | Dänemark K. Lauridsen (8:35) L. Korsgaard (12:00) M. Asperup (17:19) N. Ehlers (23:43) | 4:2 (3:0, 1:0, 0:2) Spielbericht | Polen F. Wielkiewicz (44:40) B. Fraszko (45:01) | Sanok Arena, Sanok Zuschauer: 700 |

| 18. Dezember 2013 13:00 Uhr | Lettland R. Lipsbergs (24:08) R. Lipsbergs (27:22) G. Golovkovs (36:52) | 3:0 (0:0, 3:0, 0:0) Spielbericht | Österreich | Sanok Arena, Sanok Zuschauer: 130 |

| 18. Dezember 2013 16:30 Uhr | Belarus A. Kahaljou (12:47) A. Karakulka (47:19) D. Ambraschejtschyk (50:50) J. Woranau (59:59) | 4:5 (1:3, 0:1, 3:1) Spielbericht | Dänemark O. Bjorkstrand (4:42) M. Nielsen (14:24) M. Aagaard (18:46) M. Aagaard (28:53) M. Asperup (46:13) | Sanok Arena, Sanok Zuschauer: 150 |

| 18. Dezember 2013 20:00 Uhr | Polen B. Fraszko (3:07) F. Wielkiewicz (29:15) | 2:3 n. P. (1:0, 1:1, 0:1, 0:0, 0:1) Spielbericht | Slowenien J. Podrekar (30:34) Ž. Jezovšek (47:03) M. Logar (PS) | Sanok Arena, Sanok Zuschauer: 600 |

| 19. Dezember 2013 13:00 Uhr | Dänemark M. Eller (12:22) N. Ehlers (37:03) S. Hertzberg (55:06) O. Bjorkstrand (59:59) | 4:1 (1:0, 1:0, 2:1) Spielbericht | Lettland R. Lipsbergs (44:22) | Sanok Arena, Sanok Zuschauer: 350 |

| 19. Dezember 2013 16:30 Uhr | Slowenien L. Petelin (9:45) Ž. Jezovšek (17:37) J. Podrekar (31:05) | 3:5 (2:3, 1:1, 0:1) Spielbericht | Österreich B. Wolf (5:52) A. Wukovits (8:35) S. Fellinger (11:54) P. Peter (35:58) M. Richter (40:41) | Sanok Arena, Sanok Zuschauer: 100 |

| 19. Dezember 2013 20:00 Uhr | Belarus A. Jazkewitsch (1:06) A. Haurus (10:57) U. Kaschkar (43:02) U. Kaschkar (46:00) I. Warywontschyk (46:27) | 5:1 (2:0, 0:0, 3:1) Spielbericht | Polen F. Wielkiewicz (53:40) | Sanok Arena, Sanok Zuschauer: 200 |

| 21. Dezember 2013 13:00 Uhr | Dänemark S. Hertzberg (11:49) M. Aagaard (48:44) M. Asperup (51:22) O. Bjorkstrand (53:39) | 4:2 (1:0, 0:0, 3:2) Spielbericht | Slowenien N. Pem (53:04) K. Čepon (54:05) | Sanok Arena, Sanok Zuschauer: 100 |

| 21. Dezember 2013 16:30 Uhr | Lettland J. Jaks (19:07) Ņ. Jevpalovs (32:17) J. Jaks (40:59) Ņ. Jevpalovs (58:46) | 4:3 (1:3, 1:0, 2:0) Spielbericht | Belarus A. Haurus (2:44) I. Warywontschyk (4:59) A. Haurus (11:49) | Sanok Arena, Sanok Zuschauer: 200 |

| 21. Dezember 2013 20:00 | Österreich P. Cirtek (7:17) M. Huber (13:49) P. Kreuzer (42:49) | 3:1 (2:0, 0:0, 1:1) Spielbericht | Polen P. Wronka (51:02) | Sanok Arena, Sanok Zuschauer: 800 |

| Pl. |            | Sp | S | OTS | OTN | N | Tore  | Punkte |
| --- | ---------- | -- | - | --- | --- | - | ----- | ------ |
| 1.  | Dänemark   | 5  | 5 | 0   | 0   | 0 | 20:10 | 15     |
| 2.  | Lettland   | 5  | 4 | 0   | 0   | 1 | 23:07 | 12     |
| 3.  | Belarus    | 5  | 3 | 0   | 0   | 2 | 23:14 | 9      |
| 4.  | Österreich | 5  | 2 | 0   | 0   | 3 | 10:14 | 6      |
| 5.  | Slowenien  | 5  | 0 | 1   | 0   | 4 | 11:28 | 2      |
| 6.  | Polen      | 5  | 0 | 0   | 1   | 4 | 06:20 | 1      |

Abkürzungen: Pl. = Platz, Sp = Spiele, S = Siege, OTS = Siege nach Verlängerung (Overtime) oder Penaltyschießen, OTN = Niederlagen nach Verlängerung oder Penaltyschießen, N = Niederlagen

Erläuterungen: Aufsteiger in die Top-Division, Absteiger in die Division IB

#### Beste Scorer
Abkürzungen:  Sp = Spiele, T = Tore, V = Assists, Pkt = Punkte, +/− = Plus/Minus, SM = Strafminuten; Fett:  Turnierbestwert
| Spieler                   | Team     | Sp | T | V | Pkt | +/− | SM |
| ------------------------- | -------- | -- | - | - | --- | --- | -- |
| Artur Haurus              | Belarus  | 5  | 5 | 6 | 11  | +6  | 0  |
| Ņikita Jevpalovs          | Lettland | 5  | 4 | 5 | 9   | −4  | 4  |
| Dsmitryj Ambraschejtschyk | Belarus  | 5  | 3 | 6 | 9   | +3  | 0  |
| Mikkel Aagaard            | Dänemark | 5  | 3 | 5 | 8   | +3  | 2  |
| Roberts Lipsbergs         | Lettland | 5  | 6 | 1 | 7   | ±0  | 2  |
| Edgars Kulda              | Lettland | 5  | 1 | 6 | 7   | ±0  | 2  |
| Mattias Asperup           | Dänemark | 5  | 4 | 2 | 6   | +1  | 0  |
| Oliver Bjorkstrand        | Dänemark | 5  | 4 | 2 | 6   | +2  | 2  |
| Nikolaj Ehlers            | Dänemark | 5  | 2 | 4 | 6   | +6  | 4  |
| Aljaksandr Karakulka      | Belarus  | 5  | 2 | 4 | 6   | +3  | 2  |

#### Beste Torhüter
Abkürzungen:  Sp = Spiele, Min = Eiszeit (in Minuten), GT = Gegentore, Sv% = gehaltene Schüsse (in %), GTS = Gegentorschnitt, SO = Shutouts; Fett:  Turnierbestwert
| Spieler          | Team       | Sp | Min    | GT | Sv%   | GTS  | SO |
| ---------------- | ---------- | -- | ------ | -- | ----- | ---- | -- |
| Ivars Punnenovs  | Lettland   | 3  | 171:39 | 1  | 98,31 | 0,35 | 2  |
| Georg Sørensen   | Dänemark   | 4  | 240:00 | 8  | 92,79 | 2,00 | 0  |
| Elvis Merzļikins | Lettland   | 3  | 127:09 | 5  | 90,00 | 2,36 | 1  |
| David Kickert    | Österreich | 5  | 280:00 | 14 | 89,78 | 3,00 | 0  |
| David Zabolotny  | Polen      | 5  | 305:00 | 20 | 87.73 | 3,93 | 0  |

#### Division-IA-Siegermannschaft
| Division-IA-Aufsteiger Dänemark | Mikkel Aagaard, Sebastian Andersen, Mathias Asperup, Oliver Bjorkstrand, Nikolaj Ehlers, Mads Eller, Christopher Frederiksen, Sonny Hertzberg, Lasse Korsgaard, Anders Krogsgaard, Mads Larsen, Martin Larsen, Kristoffer Lauridsen, Thomas Lilie, Christoffer Lindhoj, Rasmus Lyo, Markus Nielsen, Mikkel Nielsen, Andreas Rasmussen, Georg Sørensen, Björn Uldall, Nikolaj Zorko Trainer: Olaf Eller |

### Gruppe B in Dumfries, Schottland, Großbritannien
Das Turnier der Gruppe B wurde vom 9. bis 15. Dezember 2013 im schottischen Dumfries ausgetragen. Die Spiele fanden in der 1.000 Zuschauer fassenden Dumfries Ice Bowl statt. Den Turniersieg sicherte sich die italienische U20-Auswahl mit einem 4:3-Erfolg über die kasachische Vertretung. Vorjahresaufsteiger Japan belegte nach fünf Niederlagen in fünf Spielen – davon vier jedoch mit nur einem Tor Unterschied – den letzten Platz.
Im Mai 2014 wurde die britische Auswahl aufgrund des Einsatzes eines nicht spielberechtigten Spielers – es handelte sich um den Verteidiger Adam Jones – disqualifiziert und stieg damit in die Division IIA ab.
| 9. Dezember 2013 13:00 Uhr (Ortszeit) | Ukraine W. Kutschewytsch (14:15) W. Sacharow (26:15) | 2:7 (1:4, 1:0, 0:3) Spielbericht | Kasachstan S. Koschelew (8:47) I. Kinstler (12:36) N. Michailis (18:42) M. Ibraibekow (19:52) N. Michailis (55:57) I. Kinstler (56:14) N. Michailis (59:34) | Ice Bowl, Dumfries Zuschauer: 480 |

| 9. Dezember 2013 16:30 Uhr | Japan K. Suzuki (12:23) S. Kudō (28:08) Y. Aoki (34:23) | 3:4 (1:1, 2:1, 0:2) Spielbericht | Frankreich F. Douay (2:37) R. Carpentier (38:01) J. Saint-André (40:51) J. Laplace (59:01) | Ice Bowl, Dumfries Zuschauer: 212 |

| 9. Dezember 2013 20:00 Uhr | Großbritannien B. Chamberlain (14:33) S. Mackie (17:03) J. Cownie (32:19) | 3:4 n. V. (2:0, 1:2, 0:1, 0:1) Spielbericht | Italien J. Ramoser (23:16) R. Lacedelli (27:09) J. Ramoser (59:28) J. Ramoser (61:11) | Ice Bowl, Dumfries Zuschauer: 475 |

| 10. Dezember 2013 13:00 Uhr | Italien S. Vinatzer (9:06) T. Terzago (24:05) J. Pavlu (29:03) M. Marchetti (42:14) | 4:3 (1:2, 2:1, 1:0) Spielbericht | Japan Y. Hikosaka (11:13) Y. Miura (12:21) K. Suzuki (23:37) | Ice Bowl, Dumfries Zuschauer: 445 |

| 10. Dezember 2013 16:30 Uhr | Frankreich M. Bouvet (13:20) F. Douay (47:20) | 2:0 (1:0, 0:0, 1:0) Spielbericht | Ukraine | Ice Bowl, Dumfries Zuschauer: 190 |

| 13. Dezember 2013 20:00 Uhr | Kasachstan J. Sergijenko (11:18) K. Sawizki (24:21) J. Sergijenko (30:59) K. Sawizki (39:24) A. Schestakow (46:52) N. Kabijew (59:29) | 6:1 (1:0, 3:1, 2:0) Spielbericht | Großbritannien J. Cownie (26:47) | Ice Bowl, Dumfries Zuschauer: 525 |

| 12. Dezember 2013 13:00 Uhr | Japan J. Hashimoto (55:46) K. Kawamura (59:40) | 2:3 (0:2, 0:1, 2:0) Spielbericht | Ukraine W. Ljalka (3:07) J. Petranhowskyj (18:17) W. Ljalka (29:27) | Ice Bowl, Dumfries Zuschauer: 580 |

| 12. Dezember 2013 16:30 Uhr | Kasachstan J. Sergijenko (16:23) J. Sergijenko (43:33) D. Fissenko (55:21) | 3:4 (1:0, 0:1, 2:3) Spielbericht | Italien O. Schenk (29:40) G. Morini (40:59) O. Schenk (46:51) A. Alber (52:21) | Ice Bowl, Dumfries Zuschauer: 330 |

| 12. Dezember 2013 20:00 Uhr | Frankreich J. Perret (2:49) J. Laplace (33:44) G. Leclerc (51:18) J. Perret (58:10) | 4:5 n. P. (1:2, 1:0, 2:2, 0:0, 0:1) Spielbericht | Großbritannien L. Stewart (2:13) O. Betteridge (15:59) R. Venus (51:54) L. Morris (57:37) R. Venus (PS) | Ice Bowl, Dumfries Zuschauer: 580 |

| 14. Dezember 2013 13:00 Uhr | Italien M. Marchetti (21:30) T. Terzago (31:26) G. Morini (55:20) G. Morini (61:02) | 4:3 n. V. (0:0, 2:2, 1:1, 1:0) Spielbericht | Frankreich C. di Dio Balsamo (26:43) G. Leclerc (31:09) C. di Dio Balsamo (49:33) | Ice Bowl, Dumfries Zuschauer: 230 |

| 14. Dezember 2013 16:30 Uhr | Kasachstan A. Schestakow (3:35) N. Michailis (21:08) S. Koschelew (35:04) J. Sergijenko (39:07) N. Michailis (44:55) N. Michailis (51:04) J. Sergijenko (55:17) S. Koschelew (59:09) | 8:7 (1:1, 3:5, 4:1) Spielbericht | Japan K. Suzuki (8:50) S. Hitosato (20:22) Y. Hikosaka (25:21) S. Hitosato (33:28) S. Kudō (35:57) K. Kido (37:32) R. Matsumoto (59:31) | Ice Bowl, Dumfries Zuschauer: 245 |

| 14. Dezember 2013 20:00 Uhr | Ukraine M. Martyschko (10:286) W. Sacharow (36:08) W. Tscherdak (42:21) J. Petranhowskyj (49:29) | 4:0 (1:0, 1:0, 2:0) Spielbericht | Großbritannien | Ice Bowl, Dumfries Zuschauer: 610 |

| 15. Dezember 2013 13:00 Uhr | Frankreich J. Perret (0:57) F. Douay (21:47) | 2:4 (1:1, 1:2, 0:1) Spielbericht | Kasachstan D. Grenz (13:36) K. Sawizki (26:21) J. Sergijenko (34:13) I. Kinstler (52:39) | Ice Bowl, Dumfries Zuschauer: 250 |

| 15. Dezember 2013 16:30 Uhr | Italien G. Morini (6:28) P. Hochkofler (35:59) J. Ramoser (38:07) T. Terzago (43:18) | 4:2 (1:1, 2:1, 1:0) Spielbericht | Ukraine W. Sirtschenko (10:17) I. Pidgursky (29:28) | Ice Bowl, Dumfries Zuschauer: 234 |

| 15. Dezember 2013 20:00 Uhr | Großbritannien F. Taylor (13:29) B. Chamberlain (31:22) L. Hook (35:04) L. Stewart (59:55) | 4:2 (1:0, 2:2, 1:0) Spielbericht | Japan K. Suzuki (25:05) R. Kaneko (25:51) | Ice Bowl, Dumfries Zuschauer: 530 |

| Pl. |                | Sp | S | OTS | OTN | N | Tore  | Punkte |
| --- | -------------- | -- | - | --- | --- | - | ----- | ------ |
| 1.  | Italien        | 5  | 3 | 2   | 0   | 0 | 20:14 | 13     |
| 2.  | Kasachstan     | 5  | 4 | 0   | 0   | 1 | 28:16 | 12     |
| 3.  | Frankreich     | 5  | 2 | 0   | 2   | 1 | 15:16 | 8      |
| 4.  | Ukraine        | 5  | 2 | 0   | 0   | 3 | 11:15 | 6      |
| 5.  | Großbritannien | 5  | 1 | 1   | 1   | 2 | 13:20 | 6      |
| 6.  | Japan          | 5  | 0 | 0   | 0   | 5 | 17:23 | 0      |

Abkürzungen: Pl. = Platz, Sp = Spiele, S = Siege, OTS = Siege nach Verlängerung (Overtime) oder Penaltyschießen, OTN = Niederlagen nach Verlängerung oder Penaltyschießen, N = Niederlagen

Erläuterungen: Aufsteiger in die Division IA, Absteiger in die Division IIA

#### Beste Scorer
Abkürzungen: Sp = Spiele, T = Tore, V = Assists, Pkt = Punkte, +/− = Plus/Minus, SM = Strafminuten; Fett: Turnierbestwert
| Spieler          | Team           | Sp | T | V | Pkt | +/− | SM |
| ---------------- | -------------- | -- | - | - | --- | --- | -- |
| Nikita Michailis | Kasachstan     | 5  | 6 | 5 | 11  | +7  | 0  |
| Juri Sergijenko  | Kasachstan     | 5  | 7 | 3 | 10  | +4  | 0  |
| Kirill Sawizki   | Kasachstan     | 5  | 3 | 7 | 10  | +3  | 10 |
| Semjon Koschelew | Kasachstan     | 5  | 3 | 6 | 9   | +2  | 0  |
| Giovanni Morini  | Italien        | 5  | 4 | 2 | 6   | +4  | 4  |
| Tommaso Terzago  | Italien        | 5  | 3 | 3 | 6   | +2  | 2  |
| Jordan Cownie    | Großbritannien | 5  | 2 | 4 | 6   | +1  | 2  |
| Joachim Ramoser  | Italien        | 5  | 4 | 1 | 5   | +5  | 4  |
| Iwan Kinstler    | Kasachstan     | 5  | 3 | 2 | 5   | +3  | 6  |
| Yu Hikosaka      | Japan          | 5  | 2 | 3 | 5   | −2  | 6  |

#### Beste Torhüter
Abkürzungen: Sp = Spiele, Min = Eiszeit (in Minuten), GT = Gegentore, Sv% = gehaltene Schüsse (in %), GTS = Gegentorschnitt, SO = Shutouts; Fett: Turnierbestwert
| Spieler               | Team       | Sp | Min    | GT | Sv%   | GTS  | SO |
| --------------------- | ---------- | -- | ------ | -- | ----- | ---- | -- |
| Martin Rabanser       | Italien    | 4  | 241:30 | 11 | 91,54 | 2,73 | 0  |
| Eduard Sachartschenko | Ukraine    | 5  | 280:00 | 11 | 91,06 | 2,36 | 1  |
| Akira Sasaki          | Japan      | 4  | 191:17 | 12 | 90,77 | 3,76 | 0  |
| Antoine Bonvalot      | Frankreich | 4  | 241:02 | 11 | 89,32 | 2,74 | 1  |
| Waleri Sewidow        | Kasachstan | 4  | 191:02 | 11 | 88,17 | 3,45 | 0  |

#### Division-IB-Siegermannschaft
| Division-IB-Aufsteiger Italien | Andreas Alber, Ivan Althuber, Daniel Frank, Daniel Glira, Peter Hochkofler, Riccardo Lacedelli, Michele Marchetti, Matteo Mondon Marin, Luca Mattivi, Michael Messner, Daniel Morandell, Paolo Morini, Giovanni Morini, Jan Pavlu, Fabrizio Pace, Martin Rabanser, Andreas Radin, Joachim Ramoser, Oliver Schenk, Ivan Tauferer, Tommaso Terzago, Simon Vinatzer Trainer: Robert Chizzali |

### Auf- und Abstieg
| Absteiger in die Division IA:   | Norwegen       |
| Aufsteiger in die Top-Division: | Dänemark       |
| Absteiger in die Division IB:   | Polen          |
| Aufsteiger in die Division IA:  | Italien        |
| Absteiger in die Division IIA:  | Großbritannien |
| Aufsteiger in die Division IB:  | Ungarn         |

## Division II

### Gruppe A in Miskolc, Ungarn
Das Turnier der Gruppe A wurde vom 15. bis 21. Dezember 2013 im ungarischen Miskolc ausgetragen. Die Spiele fanden in der 1.800 Zuschauer fassenden Miskolci Jégcsarnok statt. Während Gastgeber Ungarn der Aufstieg in die Gruppe B der Division I gelang, musste die kroatische Mannschaft, die erst im Vorjahr aus der Division I abgestiegen war, den Gang in die Gruppe B der Division II antreten.
| 15. Dezember 2013 13:00 Uhr (Ortszeit) | Estland | 1:4 (1:2, 0:0, 0:2) Spielbericht | Niederlande | Miskolci Jégcsarnok, Miskolc Zuschauer: 50 |

| 15. Dezember 2013 16:30 Uhr | Ungarn | 5:1 (0:1, 0:0, 5:0) Spielbericht | Litauen | Miskolci Jégcsarnok, Miskolc Zuschauer: 500 |

| 15. Dezember 2013 20:00 Uhr | Rumänien | 3:1 (1:1, 1:0, 1:0) Spielbericht | Kroatien | Miskolci Jégcsarnok, Miskolc Zuschauer: 50 |

| 16. Dezember 2013 13:00 Uhr | Litauen | 5:2 (0:2, 3:0, 2:0) Spielbericht | Estland | Miskolci Jégcsarnok, Miskolc Zuschauer: 50 |

| 16. Dezember 2013 16:30 Uhr | Ungarn | 6:1 (1:1, 3:0, 2:0) Spielbericht | Rumänien | Miskolci Jégcsarnok, Miskolc Zuschauer: 600 |

| 16. Dezember 2013 20:00 Uhr | Kroatien | 3:7 (1:2, 2:2, 0:3) Spielbericht | Niederlande | Miskolci Jégcsarnok, Miskolc Zuschauer: 50 |

| 18. Dezember 2013 13:00 Uhr | Kroatien | 2:5 (1:2, 1:1, 0:2) Spielbericht | Litauen | Miskolci Jégcsarnok, Miskolc Zuschauer: 60 |

| 18. Dezember 2013 16:30 Uhr | Ungarn | 8:2 (1:0, 4:1, 3:1) Spielbericht | Estland | Miskolci Jégcsarnok, Miskolc Zuschauer: 450 |

| 18. Dezember 2013 20:00 Uhr | Rumänien | 2:5 (0:0, 0:1, 2:4) Spielbericht | Niederlande | Miskolci Jégcsarnok, Miskolc Zuschauer: 50 |

| 20. Dezember 2013 13:00 Uhr | Litauen | 5:1 (4:1, 1:0, 0:0) Spielbericht | Rumänien | Miskolci Jégcsarnok, Miskolc Zuschauer: 100 |

| 20. Dezember 2013 16:30 Uhr | Niederlande | 2:7 (1:2, 1:3, 0:2) Spielbericht | Ungarn | Miskolci Jégcsarnok, Miskolc Zuschauer: 800 |

| 20. Dezember 2013 20:00 Uhr | Estland | 3:1 (0:1, 1:0, 2:0) Spielbericht | Kroatien | Miskolci Jégcsarnok, Miskolc Zuschauer: 40 |

| 21. Dezember 2013 13:00 Uhr | Niederlande | 4:5 n. V. (1:1, 0:2, 3:1, 0:1) Spielbericht | Litauen | Miskolci Jégcsarnok, Miskolc Zuschauer: 50 |

| 21. Dezember 2013 16:30 Uhr | Rumänien | 1:3 (0:3, 2:1, 1:1) Spielbericht | Estland | Miskolci Jégcsarnok, Miskolc Zuschauer: 100 |

| 21. Dezember 2013 20:00 Uhr | Kroatien | 1:8 (1:1, 0:3, 0:4) Spielbericht | Ungarn | Miskolci Jégcsarnok, Miskolc Zuschauer: 1.000 |

| Pl. |             | Sp | S | OTS | OTN | N | Tore  | Punkte |
| --- | ----------- | -- | - | --- | --- | - | ----- | ------ |
| 1.  | Ungarn      | 5  | 5 | 0   | 0   | 0 | 34:07 | 15     |
| 2.  | Litauen     | 5  | 3 | 1   | 0   | 1 | 21:14 | 11     |
| 3.  | Niederlande | 5  | 3 | 0   | 1   | 1 | 22:18 | 10     |
| 4.  | Estland     | 5  | 2 | 0   | 0   | 3 | 11:19 | 6      |
| 5.  | Rumänien    | 5  | 1 | 0   | 0   | 4 | 08:20 | 3      |
| 6.  | Kroatien    | 5  | 0 | 0   | 0   | 5 | 08:26 | 0      |

Abkürzungen: Pl. = Platz, Sp = Spiele, S = Siege, OTS = Siege nach Verlängerung (Overtime) oder Penaltyschießen, OTN = Niederlagen nach Verlängerung oder Penaltyschießen, N = Niederlagen

Erläuterungen: Aufsteiger in die Division IB, Absteiger in die Division IIB

#### Beste Scorer
Abkürzungen: Sp = Spiele, T = Tore, V = Assists, Pkt = Punkte, +/− = Plus/Minus, SM = Strafminuten; Fett: Turnierbestwert
| Spieler                | Team        | Sp | T | V  | Pkt | +/− | SM |
| ---------------------- | ----------- | -- | - | -- | --- | --- | -- |
| Daniel Bogdziul        | Litauen     | 5  | 5 | 10 | 15  | +8  | 2  |
| Vilmos Galló           | Ungarn      | 5  | 7 | 4  | 11  | +10 | 0  |
| Raymond van der Schuit | Niederlande | 5  | 4 | 7  | 11  | +5  | 10 |
| Aron Konczei           | Ungarn      | 5  | 3 | 8  | 11  | +8  | 6  |
| Danny Stempher         | Niederlande | 5  | 4 | 6  | 10  | +5  | 6  |
| Paulius Gintautas      | Litauen     | 5  | 3 | 7  | 10  | +6  | 0  |
| Csanád Erdély          | Ungarn      | 5  | 6 | 3  | 9   | +3  | 2  |
| Aimas Fiščevas         | Litauen     | 5  | 5 | 4  | 9   | +5  | 2  |
| Tamás Laday            | Ungarn      | 5  | 2 | 5  | 7   | +7  | 6  |
| Balázs Sebők           | Ungarn      | 4  | 1 | 6  | 7   | +5  | 8  |

#### Beste Torhüter
Abkürzungen: Sp = Spiele, Min = Eiszeit (in Minuten), GT = Gegentore, Sv% = gehaltene Schüsse (in %), GTS = Gegentorschnitt, SO = Shutouts; Fett: Turnierbestwert
| Spieler         | Team     | Sp | Min    | GT | Sv%   | GTS  | SO |
| --------------- | -------- | -- | ------ | -- | ----- | ---- | -- |
| Gergely Arany   | Ungarn   | 3  | 180:00 | 4  | 94,67 | 1,33 | 0  |
| Olivér Ágoston  | Ungarn   | 2  | 120:00 | 3  | 94,12 | 1,50 | 0  |
| Daniil Seppenen | Estland  | 5  | 276:46 | 14 | 93,30 | 3,04 | 0  |
| Vilim Rosandić  | Kroatien | 3  | 176:38 | 11 | 90,32 | 4,08 | 0  |
| Simas Baltrūnas | Litauen  | 3  | 182:42 | 11 | 88,78 | 3,61 | 0  |

### Gruppe B in Jaca, Spanien
Das Turnier der Gruppe B wurde vom 11. bis 17. Januar 2014 im spanischen Jaca ausgetragen. Die Spiele fanden im 2.000 Zuschauer fassenden Pabellón de Hielo statt und verzeichneten mit einem Zuschauerschnitt von über 900 Besuchern je Spiel nach der Top-Division den zweithöchsten Besucherschnitt aller U20-WM-Turniere dieser Saison. Die Gastgeber verpassten durch eine 2:4-Niederlage im abschließenden Spiel gegen Südkorea den sofortigen Wiederaufstieg in die A-Gruppe der Division II, stattdessen stiegen die Koreaner auf. Neuling China musste nach fünf Niederlagen den umgehenden Wiederabstieg in die Division III hinnehmen.
| 11. Januar 2014 13:00 Uhr (Ortszeit) | Südkorea | 6:4 (0:0, 5:2, 1:2) Spielbericht | Island | Pabellón de Hielo, Jaca Zuschauer: 440 |

| 11. Januar 2014 16:30 Uhr | Volksrepublik China | 3:5 (1:3, 2:2, 0:0) Spielbericht | Australien | Pabellón de Hielo, Jaca Zuschauer: 650 |

| 11. Januar 2014 20:30 Uhr | Serbien | 1:2 (0:2, 1:0, 0:0) Spielbericht | Spanien | Pabellón de Hielo, Jaca Zuschauer: 2.500 |

| 12. Januar 2014 13:00 Uhr | Island | 8:1 (3:0, 3:0, 2:1) Spielbericht | Volksrepublik China | Pabellón de Hielo, Jaca Zuschauer: nicht bekannt |

| 12. Januar 2014 16:30 Uhr | Südkorea | 6:2 (1:0, 1:1, 4:1) Spielbericht | Serbien | Pabellón de Hielo, Jaca Zuschauer: 450 |

| 12. Januar 2014 20:00 Uhr | Spanien | 4:1 (1:0, 1:0, 2:1) Spielbericht | Australien | Pabellón de Hielo, Jaca Zuschauer: 2.400 |

| 14. Januar 2014 13:00 Uhr | Serbien | 3:2 (1:1, 2:1, 0:0) Spielbericht | Australien | Pabellón de Hielo, Jaca Zuschauer: 103 |

| 14. Januar 2014 16:30 Uhr | Südkorea | 17:2 (5:0, 4:0, 8:2) Spielbericht | Volksrepublik China | Pabellón de Hielo, Jaca Zuschauer: 250 |

| 14. Januar 2014 20:00 Uhr | Spanien | 6:4 (4:1, 1:3, 1:0) Spielbericht | Island | Pabellón de Hielo, Jaca Zuschauer: 2.500 |

| 15. Januar 2014 13:00 Uhr | Australien | 2:8 (0:5, 1:3, 1:0) Spielbericht | Südkorea | Pabellón de Hielo, Jaca Zuschauer: 73 |

| 15. Januar 2014 16:30 Uhr | Island | 3:4 (1:0, 1:3, 1:1) Spielbericht | Serbien | Pabellón de Hielo, Jaca Zuschauer: 250 |

| 15. Januar 2014 20:00 Uhr | Volksrepublik China | 1:5 (1:2, 0:2, 0:1) Spielbericht | Spanien | Pabellón de Hielo, Jaca Zuschauer: 1.623 |

| 17. Januar 2014 13:00 Uhr | Serbien | 5:2 (0:1, 0:0, 5:1) Spielbericht | Volksrepublik China | Pabellón de Hielo, Jaca Zuschauer: 40 |

| 17. Januar 2014 16:30 Uhr | Australien | 2:1 n. P. (0:1, 1:0, 0:0, 0:0, 1:0) Spielbericht | Island | Pabellón de Hielo, Jaca Zuschauer: 600 |

| 17. Januar 2013 20:00 Uhr | Spanien | 2:4 (2:2, 0:1, 0:1) Spielbericht | Südkorea | Pabellón de Hielo, Jaca Zuschauer: 2.200 |

| Pl. |                     | Sp | S | OTS | OTN | N | Tore  | Punkte |
| --- | ------------------- | -- | - | --- | --- | - | ----- | ------ |
| 1.  | Südkorea            | 5  | 5 | 0   | 0   | 0 | 41:12 | 15     |
| 2.  | Spanien             | 5  | 4 | 0   | 0   | 1 | 19:11 | 12     |
| 3.  | Serbien             | 5  | 3 | 0   | 0   | 2 | 15:15 | 9      |
| 4.  | Australien          | 5  | 1 | 1   | 0   | 3 | 12:19 | 5      |
| 5.  | Island              | 5  | 1 | 0   | 1   | 3 | 20:19 | 4      |
| 6.  | Volksrepublik China | 5  | 0 | 0   | 0   | 5 | 09:40 | 0      |

Abkürzungen: Pl. = Platz, Sp = Spiele, S = Siege, OTS = Siege nach Verlängerung (Overtime) oder Penaltyschießen, OTN = Niederlagen nach Verlängerung oder Penaltyschießen, N = Niederlagen
Erläuterungen: Aufsteiger in die Division IIA, Absteiger in die Division III

#### Beste Scorer
Abkürzungen: Sp = Spiele, T = Tore, V = Assists, Pkt = Punkte, +/− = Plus/Minus, SM = Strafminuten; Fett: Turnierbestwert
| Spieler             | Team       | Sp | T  | V | Pkt | +/− | SM |
| ------------------- | ---------- | -- | -- | - | --- | --- | -- |
| Seo Yeong-jun       | Südkorea   | 5  | 11 | 5 | 16  | +11 | 0  |
| Kim Hyungk-yeum     | Südkorea   | 5  | 5  | 7 | 12  | +12 | 2  |
| Lee Doung-gun       | Südkorea   | 5  | 4  | 8 | 12  | +10 | 8  |
| Lee Seung-hyuk      | Südkorea   | 5  | 5  | 6 | 11  | +10 | 6  |
| Alejandro Carbonell | Spanien    | 5  | 5  | 4 | 9   | +4  | 4  |
| Patricio Fuentes    | Spanien    | 5  | 2  | 7 | 9   | +4  | 0  |
| Andri Helgason      | Island     | 5  | 4  | 4 | 8   | +2  | 12 |
| Björn Sigurðarson   | Island     | 5  | 4  | 4 | 8   | +7  | 6  |
| Lee Chong-jae       | Südkorea   | 5  | 4  | 2 | 6   | +5  | 8  |
| Kayne Fedor         | Australien | 4  | 3  | 3 | 6   | +2  | 2  |

#### Beste Torhüter
Abkürzungen: Sp = Spiele, Min = Eiszeit (in Minuten), GT = Gegentore, Sv% = gehaltene Schüsse (in %), GTS = Gegentorschnitt, SO = Shutouts; Fett: Turnierbestwert
| Spieler         | Team       | Sp | Min    | GT | Sv%   | GTS  | SO |
| --------------- | ---------- | -- | ------ | -- | ----- | ---- | -- |
| Kim Kweon-young | Südkorea   | 3  | 180,00 | 6  | 93,62 | 2,00 | 0  |
| Fraser Carson   | Australien | 5  | 270,06 | 12 | 93,30 | 2,67 | 0  |
| Ignacio García  | Spanien    | 5  | 300,00 | 11 | 92,57 | 2,20 | 0  |
| Nicolas Jouanne | Island     | 3  | 171,46 | 6  | 91,30 | 2,10 | 0  |
| Jovan Feher     | Serbien    | 5  | 289,29 | 13 | 90,58 | 2,69 | 0  |

### Auf- und Abstieg
| Absteiger in die Division IIA:  | Großbritannien      |
| Aufsteiger in die Division IB:  | Ungarn              |
| Absteiger in die Division IIB:  | Kroatien            |
| Aufsteiger in die Division IIA: | Südkorea            |
| Absteiger in die Division III:  | Volksrepublik China |
| Aufsteiger in die Division IIB: | Belgien             |

## Division III
Das Turnier der Division III wurde vom 12. bis 18. Januar 2014 im türkischen Izmir ausgetragen. Die Spiele fanden im Bornova Buz Sporları Salonu statt. Statt der im Vorjahr erstmals beteiligten Mannschaft der Vereinigten Arabischen Emirate nahm 2014 wieder ein Team Südafrikas teil. Der Vorjahresabsteiger Belgien erreichte ungeschlagen den sofortigen Wiederaufstieg in die Gruppe B der Division II.
| 12. Januar 2014 13:00 Uhr (Ortszeit) | Mexiko | 0:4 (0:2, 0:1, 0:1) Spielbericht | Belgien | Bornova Buz Sporları Salonu, Izmir Zuschauer: 125 |

| 12. Januar 2014 16:30 Uhr | Südafrika | 0:6 (0:0, 0:3, 0:3) Spielbericht | Neuseeland | Bornova Buz Sporları Salonu, Izmir Zuschauer: 131 |

| 12. Januar 2014 20:00 Uhr | Bulgarien | 2:3 (1:0, 0:2, 1:1) Spielbericht | Türkei | Bornova Buz Sporları Salonu, Izmir Zuschauer: 575 |

| 13. Januar 2014 13:00 Uhr | Belgien | 4:1 (2:1, 1:0, 1:0) Spielbericht | Neuseeland | Bornova Buz Sporları Salonu, Izmir Zuschauer: 52 |

| 13. Januar 2014 16:30 Uhr | Bulgarien | 0:6 (0:0, 0:2, 0:4) Spielbericht | Mexiko | Bornova Buz Sporları Salonu, Izmir Zuschauer: 72 |

| 13. Januar 2014 20:00 Uhr | Türkei | 4:1 (3:1, 1:0, 0:0) Spielbericht | Südafrika | Bornova Buz Sporları Salonu, Izmir Zuschauer: 376 |

| 15. Januar 2014 13:00 Uhr | Bulgarien | 2:3 n. V. (1:1, 1:0, 0:1, 1:0) Spielbericht | Südafrika | Bornova Buz Sporları Salonu, Izmir Zuschauer: 66 |

| 15. Januar 2014 16:30 Uhr | Mexiko | 0:5 (0:0, 0:3, 0:2) Spielbericht | Neuseeland | Bornova Buz Sporları Salonu, Izmir Zuschauer: 83 |

| 15. Januar 2014 20:00 Uhr | Belgien | 9:0 (3:0, 1:0, 5:0) Spielbericht | Türkei | Bornova Buz Sporları Salonu, Izmir Zuschauer: 660 |

| 16. Januar 2014 13:00 Uhr | Neuseeland | 7:0 (3:0, 2:0, 2:0) Spielbericht | Bulgarien | Bornova Buz Sporları Salonu, Izmir Zuschauer: 69 |

| 16. Januar 2014 16:30 Uhr | Südafrika | 2:6 (1:3, 0:2, 1:1) Spielbericht | Belgien | Bornova Buz Sporları Salonu, Izmir Zuschauer: 84 |

| 16. Januar 2014 20:00 Uhr | Türkei | 1:2 n. P. (1:0, 0:0, 0:1, 0:0, 0:1) Spielbericht | Mexiko | Bornova Buz Sporları Salonu, Izmir Zuschauer: 783 |

| 18. Januar 2014 13:00 Uhr | Mexiko | 8:1 (1:1, 5:0, 2:0) Spielbericht | Südafrika | Bornova Buz Sporları Salonu, Izmir Zuschauer: 72 |

| 18. Januar 2014 16:30 Uhr | Neuseeland | 10:2 (2:1, 5:1, 3:0) Spielbericht | Türkei | Bornova Buz Sporları Salonu, Izmir Zuschauer: 466 |

| 18. Januar 2014 20:00 Uhr | Belgien | 14:0 (5:0, 3:0, 6:0) Spielbericht | Bulgarien | Bornova Buz Sporları Salonu, Izmir Zuschauer: 172 |

| Pl. |            | Sp | S | OTS | OTN | N | Tore  | Punkte |
| --- | ---------- | -- | - | --- | --- | - | ----- | ------ |
| 1.  | Belgien    | 5  | 5 | 0   | 0   | 0 | 37:03 | 15     |
| 2.  | Neuseeland | 5  | 4 | 0   | 0   | 1 | 29:06 | 12     |
| 3.  | Mexiko     | 5  | 2 | 1   | 0   | 2 | 16:11 | 8      |
| 4.  | Türkei     | 5  | 2 | 0   | 1   | 2 | 10:24 | 7      |
| 5.  | Südafrika  | 5  | 0 | 1   | 0   | 4 | 07:26 | 2      |
| 6.  | Bulgarien  | 5  | 0 | 0   | 1   | 4 | 04:33 | 1      |

Abkürzungen: Pl. = Platz, Sp = Spiele, S = Siege, OTS = Siege nach Verlängerung (Overtime) oder Penaltyschießen, OTN = Niederlagen nach Verlängerung oder Penaltyschießen, N = Niederlagen

Erläuterungen: Aufsteiger in die Division IIB

### Beste Scorer
Abkürzungen: Sp = Spiele, T = Tore, V = Assists, Pkt = Punkte, +/− = Plus/Minus, SM = Strafminuten; Fett: Turnierbestwert
| Spieler           | Team       | Sp | T | V | Pkt | +/− | SM |
| ----------------- | ---------- | -- | - | - | --- | --- | -- |
| Michael van Egdom | Belgien    | 5  | 5 | 7 | 12  | +6  | 0  |
| Frank Neven       | Belgien    | 5  | 6 | 5 | 11  | +10 | 16 |
| Aaron Henderson   | Neuseeland | 5  | 7 | 3 | 10  | +8  | 10 |
| Patrick van Noten | Belgien    | 5  | 5 | 5 | 10  | +11 | 10 |
| Shaun Harrison    | Neuseeland | 5  | 3 | 7 | 10  | +9  | 10 |
| Erik Mondelaers   | Belgien    | 5  | 1 | 9 | 10  | +9  | 2  |
| Paul Cornelis     | Belgien    | 5  | 4 | 4 | 8   | +5  | 4  |
| Benedict Roth     | Neuseeland | 5  | 4 | 4 | 8   | +5  | 2  |
| Gökalp Solak      | Türkei     | 5  | 4 | 4 | 8   | −3  | 31 |
| Kevin Jagau       | Neuseeland | 5  | 3 | 5 | 8   | +10 | 0  |

### Beste Torhüter
Abkürzungen: Sp = Spiele, Min = Eiszeit (in Minuten), GT = Gegentore, Sv% = gehaltene Schüsse (in %), GTS = Gegentorschnitt, SO = Shutouts; Fett: Turnierbestwert
| Spieler          | Team       | Sp | Min    | GT | Sv%   | GTS  | SO |
| ---------------- | ---------- | -- | ------ | -- | ----- | ---- | -- |
| Jaime Pérez      | Mexiko     | 3  | 126:18 | 1  | 97,14 | 0,48 | 1  |
| Neil Bruyninckx  | Belgien    | 5  | 300:00 | 3  | 95,31 | 0,60 | 3  |
| Richard Bigsby   | Neuseeland | 4  | 200:00 | 6  | 91,78 | 1,80 | 1  |
| Richard Albrecht | Mexiko     | 3  | 178,24 | 10 | 90,74 | 3,36 | 1  |
| Berk Akin        | Türkei     | 5  | 272:11 | 17 | 87,68 | 3,75 | 0  |

### Auf- und Abstieg
| Absteiger in die Division III:  | Volksrepublik China |
| Aufsteiger in die Division IIB: | Belgien             |